# Ołeniwka (rejon nowomoskowski)
Ołeniwka (ukr. Оленівка) – wieś na Ukrainie, w obwodzie dniepropetrowskim, w rejonie nowomoskowskim, w hromadzie Mahdałyniwka. W 2001 liczyła 1427 mieszkańców, spośród których 1302 wskazało jako ojczysty język ukraiński, 73 rosyjski, 2 mołdawski, 2 rumuński, 4 białoruski, 43 ormiański, a 1 inny.